# Rollo May
Rollo Reece May, (EUA, 21 de abril de 1909 — Tiburon, 22 de outubro de 1994), nascido na cidade de Ada, estado de Ohio, foi um psicólogo existencialista famoso por seu livro "Love and Will" (“Amor e Vontade”), lançado em 1969.
Ainda que com frequência seja associado à psicologia humanista , diferencia-se de outros psicólogos humanistas como Maslow ou Rogers ao utilizar na psicologia conceitos filosóficos presentes na cultura contemporêna, que remontam a Kierkegaard (sobre a angústia) e a Nietzsche (sobre o poder), ligados à condição humana. May era um amigo próximo do teólogo Paul Tillich.
Foi o organizador da clássica obra sobre Psicologia Existencial, que reuniu os principais autores da área. Escreveu também “O Homem à Procura de Si Mesmo”, “A Coragem de Criar”,  “Poder e Inocência” e outros livros sobre temas psicológicos e sociais, de um modo acessível aos leigos.
Faleceu no dia 22 de outubro de 1994.